# 第二高校前駅
第二高校前駅（だいにこうこうまええき）は、山梨県甲府市寿町にあった山梨交通電車線の電停である。

## 概要
現在の美術館通りと南北に交わる穴切通りを過ぎた先、泉町の町域から寿町に入る辺りにあり、1面1線安全地帯なしの構造であった。周囲は泉町電停に引き続き商店混じりの住宅地が続く狭い道であった。
当初は相生町-荒川橋間で唯一の電停であり、この電停が「寿町」を名乗っていたが、1ヶ月後に開業した寿町電停に名前を譲り、近くにあった県立甲府第一高等女学校から「高等女学校前」と変更した。
最終電停名の「第二高校前」は学制改革でその甲府第一高等女学校が「甲府第二高校」と校名を変更したことによる。ただし電停名が変更になったのは学制改革から3年も経った1951年のことであった。

## 歴史
- 1932年（昭和7年）
  - 10月13日：寿町駅（初代）として開業。
  - 11月27日：寿町駅（2代目）開業に伴い、高等女学校前駅に改称。
- 1951年（昭和26年）3月20日：学制改革による校名変更に伴い、第二高校前駅に改称。
- 1962年（昭和37年）7月1日：路線廃止により廃駅。

## 廃線後の状況
状況は泉町電停と同じで、近年まで道路だけは狭い状態であったが、大幅な拡幅工事により、道路も街並みも完全に過去のものとなっている。
なお電停名の元になった県立第二高校は1975年に荒川の対岸へ移転し、現在「県立甲府西高校」と校名を改称している。同校の跡地には現在山梨県立県民文化ホールが建てられている。

## 隣の駅
山梨交通
電車線
泉町駅 - 第二高校前駅 - 寿町駅